# Grace Williams
Pour les articles homonymes, voir Williams.
Grace (Mary) Williams, née le 19 février 1906 à Barry (pays de Galles), ville où elle est morte le 10 février 1977, est une compositrice et pédagogue galloise.

## Biographie
De 1923 à 1926, Grace Williams apprend la musique à l'Université de Cardiff. Puis elle intègre en 1926 le Royal College of Music de Londres, où elle a comme professeurs Gordon Jacob et Ralph Vaughan Williams. En 1930-1931, à la faveur d'une bourse d'études, elle se perfectionne à Vienne avec Egon Wellesz.
De retour à Londres en 1931, elle y enseigne à son tour la musique à la Camden School for girls. En 1947, elle revient dans sa ville natale de Barry. Elle enseigne également au Royal Welsh College of Music & Drama (en) de Cardiff à partir de 1950.
Le catalogue de ses compositions comprend notamment de la musique de chambre, deux concertos (dont un pour violon), de la musique pour orchestre (dont deux poèmes symphoniques et deux symphonies) et de la musique vocale (dont un opéra et une messe).
De plus, elle rencontre vers 1935 Benjamin Britten, auprès duquel elle se forme à la musique de film. Assistante de celui-ci sur L'Étrange Visiteur de Rowland V. Lee (1937), Grace Williams compose elle-même la musique de Blue Scar de Jill Craigie (1949, avec son compatriote Kenneth Griffith). Elle ne revient ensuite au cinéma qu'à l'occasion de trois documentaires (sortis respectivement en 1951, 1952 et 1960).
Elle meurt dans sa ville natale le 10 février 1977, quelques jours avant son 71e anniversaire.

## Compositions (sélection)

### Piano, harpe ou duo de pianos
- 1932 : The Silent Pool (Y Llyn Mud), prélude pour piano
- 1951 : Hiraeth (Longing) pour harpe
- 1953 : Three Nocturnes (3 nocturnes), pour 2 pianos
- 1958 : Sarabande pour piano (main gauche)

### Musique de chambre
- 1928 : Phantasy Quintet (fantaisie-quintette) pour piano et quatuor à cordes
- 1930 : Sonate pour violon et piano (révision en 1938)
- 1931 : Sonatine pour flûte et piano ; Sextuor pour hautbois, trompette, violon, alto, violoncelle et piano
- 1932 : Rhapsodie pour violoncelle et piano
- 1934 : Suite for Nine Instruments, suite pour flûte, clarinette, trompette, piano, 2 violons, alto, violoncelle et contrebasse
- 1937 : Cavatina, cavatine pour quatuor à cordes
- 1939 : Rhapsodie pour 2 clarinettes
- 1954 : Siwan (musique de scène d'une pièce radiophonique), pour 2 violons et harpe
- 1959 : Cân Ramantus (Love Song), chant d'amour pour cor et harpe
- 1970 : Elegy for Cynddylan (Marwnad Cynddylan), élégie pour trompette et piano ; Rondo for Dancing, rondo à danser pour 2 violons et violoncelle (ou contrebasse)

### Musique pour orchestre

#### Œuvres concertantes
- 1932 : Movement (Concerto-Fantasia) pour trompette et orchestre de chambre
- 1941 : Sinfonia concertante pour piano
- 1950 : Concerto pour violon ; Variations on a Swedish Tune (The Shoemaker) (variations sur un air suédois - le cordonnier) pour piano
- 1963 : Concerto pour trompette
- 1965 : Concertino pour hautbois Carillons (révision en 1973)

#### Symphonies
- 1943 : Symphonie no 1 Symphonic Impressions (impressions symphoniques) (révision en 1952)
- 1956 : Symphonie no 2 (révision en 1975)

#### Autres œuvres
- 1930 : Hen Walia, ouverture galloise  (révision en 1936) ; Welsh Dances (danses galloises) pour petit orchestre
- 1932 : Concert Overture (ouverture de concert) ; Suite for Orchestra
- 1934 : Variations sur Breuddwyd Daffyd Rhys
- 1935 : Theseus and Ariadne (Thésée et Ariane), ballet
- 1936 : Élégie pour orchestre à cordes (révision en 1940)
- 1939 : Four Illustrations for the Legend of Rhiannon (4 illustrations pour la légende de Rhiannon) (révision en 1940)
- 1940 : Fantasia on Welsh Nursery Tunes (fantaisie sur des chansons enfantines galloises)
- 1944 : Sea Sketches (sketches maritimes), 5 pièces pour orchestre à cordes
- 1948 : Polish Polka (polka sur l'air traditionnel polonais Husia Susia)
- 1949 : The Dark Island (l'île noire), suite pour orchestre à cordes ; The Merry Minstrel (Y Clerwr Llon) (le joyeux ménestrel)
- 1954 : Seven Scenes for Young Listeners (sept scènes pour de jeunes auditeurs)
- 1955 : Penillion, poème symphonique
- 1962 : Processional (processionnel) (révision en 1968)
- 1967 : Five Carols (5 airs de Noël)
- 1968 : Ballads (ballades, en 4 mouvements)
- 1969 : Castell Caernarfon, poème symphonique

### Musique vocale
- 1927 : 2 psaumes pour soprano et petit orchestre (révision pour grand orchestre en 1935)
- 1930 : 3 chants pour mezzo-soprano et orchestre
- 1933 : 3 chants pour soprano et petit orchestre
- 1934 : 2 chants pour ténor et orchestre
- 1935 : 2 chants pour baryton et orchestre
- 1939 : Gogonedawg Arglwydd (Hymn of Praise), hymne de louange pour chœurs et orchestre ; The Song of Mary (le chant de Marie) pour soprano et orchestre (révision en 1940 et 1945)
- 1947 : Psaume 150, pour chœurs et piano
- 1949 : Rataplan (musique de scène d'une pièce radiophonique), pour récitants, solistes, chœurs et orchestre
- 1951 : The Dancers: Choral Suite (les danseurs, suite chorale) pour soprano, chœur de femmes, orchestre à cordes et harpe
- 1955 : Sleep at Sea (dormir en mer), pour chœur d'hommes et piano
- 1958 : 6 poèmes de Gerard Manley Hopkins, pour contralto et sextuor à cordes
- 1959 : All Seasons Shall Be Sweet (toutes les saisons seront douces), pour soprano, chœurs et orchestre ; Three Shakespearian Lyrics, 3 chants d'après Shakespeare pour chœur de femmes et piano
- 1961 : The Parlour (le salon), opéra en un acte (livret de la compositrice, d'après En famille de Maupassant)
- 1962 : Four Mediaeval Welsh Poems (4 poèmes médiévaux gallois), pour contralto, harpe et clavecin
- 1969 : The Billows of the Sea (les flots de la mer), pour contralto et piano
- 1970 : Esther (musique de scène d'une pièce radiophonique), pour voix, hautbois, clarinette, trompette, harpe, violoncelle et percussions
- 1971 : Missa Cambrensis pour solistes, chœurs, narrateur et orchestre
- 1973 : Ave Maris Stella pour chœurs a cappella ; Fairest of Stars (la plus belle des étoiles), aria pour soprano et orchestre
- 1975 : Two Interlinked Choruses (2 chœurs entrelacés), pour chœurs, 2 cors et harpe

### Musique de film
- 1949 : Blue Scar de Jill Craigie